# Greg Bell
Gregory C. (Greg) Bell (Terre Haute (Indiana), 7 november 1930 – Logansport (Indiana), 25 januari 2025) was een Amerikaanse atleet, die gespecialiseerd was in het verspringen. Hij werd olympisch kampioen en Amerikaans kampioen in deze discipline. Van 1956 tot 1959 voerde hij de wereldranglijst aan. Met 8,09 m (1956) en 8,10 (1957 en 1959) kwam hij dicht bij het wereldrecord van Jesse Owens, die in 1935 8,13 m gesprongen had.
Op de Olympische Spelen van 1956 in Melbourne won Bell een gouden medaille bij het verspringen. Met een sprong van 7,83 versloeg hij zijn landgenoot John Bennett (zilver; 7,68) en de Fin Jorma Valkama (brons; 7,48). Een jaar later verbeterde hij zijn persoonlijk record naar 8,10 en won hiermee de Amerikaanse Universiteitskampioenschappen (NCAA).
In 1988 werd Bell opgenomen in de Hall of Fame van de USA Track & Field. Na zijn sportcarrière werkte hij als tandarts.
Bell overleed op 25 januari 2025 op 94-jarige leeftijd.

## Titels
- Olympisch kampioen verspringen - 1956
- NCAA kampioen verspringen - 1957
- Amerikaans indoorkampioen verspringen - 1958

## Persoonlijke records
- Verspringen - 8,10 m

## Palmares

### verspringen
- 1956:  OS - 7,83 m
- 1959:  Pan-Amerikaanse Spelen - 7,60 m